# Dyschoriste rosei
Dyschoriste rosei är en akantusväxtart som beskrevs av Clarence Emmeren Kobuski. Dyschoriste rosei ingår i släktet Dyschoriste och familjen akantusväxter. Inga underarter finns listade i Catalogue of Life.